# Атлас, Тедди
Теодор А. «Тедди» Атлас-младший (англ. Theodore A. "Teddy" Atlas Jr.; 29 июля 1956 года, Статен-Айленд, Нью-Йорк, США) — американский тренер по боксу.

## Биография

### Ранняя жизнь
Теодор Атлас-младший родился 29 июля 1956 года в Статен-Айленде, Нью-Йорк. Его отец был доктором и происходил из венгерских евреев. Будучи известным и состоятельным человеком он занимался благотворительностью: построил две больницы для малоимущих. Мать, Мэри Райли Атлас, была участницей конкурса «Мисс Америка» и работала фотомоделью. Мальчик рос в обеспеченной, богатой семье, но отличался своенравным характером. Был завсегдатаем уличных драк и конфликтов. Он отучился в начальной школе, но при переходе в средний класс начал всё реже посещать занятия и вскоре бросил учёбу.
Тедди начал увлекаться боксом в возрасте 12 лет. Он тренировался в Полицейской атлетической лиге, созданной для популяризации спорта среди молодёжи. Параллельно с боями на ринге юный Атлас не забывал и про уличную практику. В возрасте 15 лет он был арестован за участие в вооружённом ограблении и, в ожидании суда, отправлен в тюрьму на остров Райкерс. Его друг детства, Кевин Руни, который в то время уже тренировался под руководством Каса Д’Амато в Катскилле, познакомил юного преступника со своим знаменитым наставником. Д’Амато, работавший с трудной молодёжью, согласился взять Тедди под свою опеку. Атласа освободили на условно-досрочный срок. Результаты не заставили себя ждать: под руководством Каса Д’Амато Атлас выиграл престижный турнир «Золотые перчатки» в 1976 году. Тедди планировал переход в профессиональный бокс, но досадная травма позвоночника не позволила ему начать карьеру в «профи».
Д’Амато предлагал своему ученику остаться и заняться тренерской деятельностью, но разочарованный Атлас покинул Катскилл и вернулся в родной Статен-Айленд. Неудачная карьера боксёра и возвращение к прежней жизни начали приводить к многочисленным конфликтам. Характер Тедди не позволял ему жить мирной и спокойной жизнью, и в одном из конфликтов Атлас получил страшное ножевое ранение. На его левую часть лица наложили более 400 швов. Характерный шрам остался на всю жизнь.

### Тренерская карьера
В Статен-Айленде стало известно о любительской карьере Тедди, к нему начали обращаться местные мальчишки. Не имея подходящих условий, Атлас тренировал молодёжь в парках и скверах. Тренерская карьера Работа с трудными подростками, каким был и он сам, начала менять мировоззрение Атласа. Он стал более спокоен и решил вернуться в зал Каса Д’Амато — Catskill Boxing Club, прихватив двух своих учеников. Тренерская деятельность полностью захватила Тедди. Он проводил три тренировки в день. Одним из его учеников был юный Майк Тайсон. Именно из-за конфликта с 15-летним Майком Атлас вынужден был покинуть зал Каса, продолжив работать тренером. Его учеником стал лидер полутяжёлого веса Майкл Мурер. Под руководством Тедди Майкл дважды стал чемпионом мира в тяжёлом весе. В 1980 году он тренировал шведскую олимпийскую сборную по боксу.
Будучи тренером, Атлас отличался жёсткостью и дисциплиной. Часто он повышал тон и прибегал к нецензурной лексике в перерывах между раундами, чем вызывал негатив у боксёрской общественности. Тем не менее многие чемпионы мира продолжали сотрудничать с ним. Тедди работал с чемпионом мира в полулёгком весе Барри Макгиганом и будущим чемпионом в полутяжёлом весе Донни Лалонде. Со вторым они явно не сошлись характерами, из-за чего Лалонде уволил Атласа, чем вызывал невероятный гнев тренера. В порыве эмоций Тедди пришёл с оружием в дом Донни. Конфликт удалось урегулировать без кровопролития.
Список боксёров, которых тренировал Атлас: Вильфредо Бенитес (в конце карьеры) Донни Лалонде, Тимоти Брэдли, Александр Поветкин, Майкл Мурер, Саймон Браун, Шеннон Бриггс, Кирк Джонсон, Трейси Харрис Паттерсон, Майк Тайсон, Майкл Грант, Джое Гамаче, Барри Макгиган, Джулиан Солис, Чарли Вейр и Гэри Джейкобс.
В данный момент — тренер бывшего чемпиона мира в полутяжёлом весе по версии WBC украинца Александра Гвоздика (16-1, 13 КО)

### Другая деятельность
В 90-х годах Тедди стал популярным и был приглашён танцовщицей и хореографом Твилой Тарп для подготовки к возвращению на сцену в возрасте 42 лет. Атлас готовил членов Американского балета к постановке пьесы «Эверласт». Также он занимался подготовкой известного хоккеиста Стива Патрика, обучая его приёмам бокса на льду, и основам бокса актёра Уиллема Дефо для съёмок в фильме «Триумф духа». Тедди сыграл несколько эпизодических ролей в фильмах (самый известный фильм «Глория»), а также занимался постановкой боевых сцен для сериала «Против закона». В 1996 году организовал некоммерческую частную организацию, которая занималась помощью бедным слоям населения Нью-Йорка.
В начале XXI века Атлас консультировал многих тренеров национальных команд НФЛ. В 2000 году Тедди был награждён премией НФЛ, за участие в благотворительности. В 2006—2008 годах работал помощником тренера американской футбольной команды «Нью-Йорк Джетс».
В 1998 году Тедди начал карьеру комментатора на ESPN, комментировал бои по вторникам и пятницам. Карьера складывалась удачно. В 2000, 2004, 2008, 2012 и 2016 году он был главным аналитиком на канале NBC, комментируя Олимпийские игры по боксу. В 2008 году был ненадолго отстранён от работы комментатором из-за конфликта в прямом эфире.
Крупнейшая компания компьютерных и видеоигр EA Sports заключила контракт с Атласом для использования его голоса в озвучке своих игр. Атлас использовал свой талант комментатора для мотивационных речей в средних школах, колледжах и тюрьмах, призывая подростков заниматься спортом, а не проводить своё время на улицах. Тедди долгое время сотрудничал с известными университетами физической культуры в Нью-Йорке, проводя семинары для будущих спортсменов.

## Личная жизнь
Атлас женат. Он живёт со своей женой Элейн, сыном Тедди и дочерью Николь. В 2006 году вышла автобиография Тедди Атласа. Тедди продолжает поддерживать физическую форму, тренируясь 3 раза в неделю. Главным силовым упражнением боксёра Атлас считает различные виды отжимания. Тедди удалось полностью вылечить травмированную спину, которая стала причиной завершения спортивной карьеры. 30 марта 2014 года введён в «Зал боксёрской славы» в Нью-Йорке.